# Indro. L'uomo che scriveva sull'acqua
Indro. L'uomo che scriveva sull'acqua è un documentario televisivo del 2016, che racconta la vita del giornalista Indro Montanelli.

## Trama
Il film racconta la vita, dalla nascita fino alla morte, del giornalista italiano Indro Montanelli, noto soprattutto per essere stato una delle firme più stimate del Corriere della Sera e per la fondazione de il Giornale. Il documentario alterna le interviste a coloro che lo hanno conosciuto all'interpretazione di due attori, che interpretano Montanelli rispettivamente da vecchio e da giovane.

## Distribuzione
Il film è stato trasmesso per la prima volta il 22 luglio 2016 su Sky Arte HD. Nell'ottobre dello stesso anno è stato distribuito anche in alcune sale cinematografiche.